# Romancing SaGa
Romancing SaGa (ロマンシング サ・ガ, Romanshingu Sa・Ga) est un jeu vidéo de rôle développé et édité par Square sur Super Famicom le 28 janvier 1992 uniquement au Japon.

## Synopsis
Romancing SaGa se déroule dans le monde fictif de Mardias. Mille ans avant le début du jeu, une guerre faisait rage entre trois dieux maléfiques – la Mort, Saruin et Schirach – et la divinité bienveillante Elore. À la fin, la Mort et Schirach sont dépouillés de leurs pouvoirs, tandis que Saruin est emprisonné grâce aux efforts conjugués de dix Pierres du Destin et au sacrifice de l'héroïne Mirsa. Les Pierres du Destin se dispersent à travers le monde, et les puissances des ténèbres se rassemblent pour libérer Saruin.
Le jeu se concentre sur huit personnages, chacun avec sa propre histoire, entraînés dans une quête pour récupérer les Pierres du Destin et vaincre Saruin une fois de plus. Il s'agit d'Albert, héritier d'un noble seigneur de la région de Rosalia ; d'Aisha, une pacifique membre des Taraliens nomades ; de Jamil, un voleur opérant dans la ville d'Estamir ; de Claudia, une femme élevée par une sorcière au pays de Mazewood ; Hawk, un pirate notoire ; Sif, une guerrière des régions enneigées du Valhalland ; Gray, un aventurier en quête de trésors ; et Barbara, membre d'une troupe itinérante d'artistes.
Si chaque personnage mène sa propre quête, ils sont tous entraînés dans la quête des Pierres du Destin. Dans Le Chant du Ménestrel, les personnages sont supervisés dans leur quête par le Ménestrel, un avatar secret d'Elore. Une fois suffisamment de Pierres du Destin collectées, le protagoniste choisi affronte Saruin, réveillé, et le vainque définitivement. Si le Chant du Ménestrel est terminé avec les huit personnages, une scène finale les montre en train de discuter, puis de partir en groupe, sous la surveillance du Ménestrel.

## Accueil
- Famitsu : 31/40[3]
- Joypad (magazine): 88%[4] (import)

## Suites
Romancing SaGa s'est avéré être un titre populaire et influent au sein de la série, popularisant la série SaGa et introduisant des mécanismes et une structure scénaristique qui seront repris dans les opus suivants. Suite au succès de Romancing SaGa, deux autres titres sont sortis sur Super Famicom : Romancing SaGa 2 en 1993 et Romancing SaGa 3 en 1995. Une série manga basée sur Romancing SaGa a été publiée en deux volumes par Tokuma Shoten en 1994 et 1995, écrite et illustrée par Saki Kaori.

## Collaborations avec la ville de Saga (Japon)
Lancée en 2022, la collaboration entre la préfecture de Saga et la célèbre franchise Romancing SaGa s'appuie sur un partenariat entre JR Kyushu et Square Enix. Seize trains décorés d’illustrations issues du jeu parcourent la région, transformant les trajets en expérience immersive. Grâce à un pass spécial de deux jours, les visiteurs peuvent voyager librement et découvrir les différents points forts du parcours, mêlant transport et découverte ludique du territoire.
En parallèle, l’espace public se voit enrichi d’éléments artistiques liés à l’univers du jeu. Trente plaques d’égout illustrées aux couleurs de Romancing SaGa jalonnent désormais plusieurs villes de la préfecture. Fabriquées localement, elles valorisent le savoir-faire artisanal tout en servant de points d’étape pour une chasse au trésor urbaine. Une boîte aux lettres originale, la Roma Saga Post, invite aussi les voyageurs à envoyer des cartes postales illustrées exclusives, prolongeant l’expérience au-delà du simple parcours touristique.
Un mur en porcelaine Arita-yaki et des wagons décorés à l’intérieur comme à l’extérieur viennent compléter cette immersion dans un univers vidéoludique réinventé à l’échelle régionale. Destinée autant aux fans du jeu qu’aux curieux en quête d’expériences atypiques, cette opération contribue à dynamiser le tourisme local tout en tissant des liens entre culture populaire, patrimoine artisanal et mobilités douces.